# Machiavelli the Prince
Machiavelli the Prince est un jeu vidéo de stratégie sorti en 1995. Il est développé par Holistic Design et édité par MicroProse. Il était sorti en 1993 sous le titre de Merchant Prince.
Le jeu propose d'incarner un marchand en Italie pendant la Renaissance : le jeu consiste à accumuler des richesses et à dépasser les familles marchandes rivales.

## Accueil
| Machiavelli the Prince |      |       |
| Média                  | Pays | Notes |
| Computer Gaming World  | US   | 4/5   |
| Gen4                   | FR   | 83 %  |
| Joystick               | FR   | 89 %  |
| PC Gamer US            | US   | 84 %  |